# Енински апостол
Енински апостол или Апостол Енина је старословенски ћирилски рукопис из 11. века. Откривен је у лошем стању 1960. године током рестаураторских радова у бугарском селу Енина, делимично сачувани рукопис пергамента смештен је у период боравка светих Ћирила и Методија у Софији. То је најстарији ћирилски рукопис који тренутно поседује било која бугарска колекција.

## Историја
Апостол Енина откривен је 1960. године током рестаурације старе цркве Свете Параскеве у селу Енина. Село се налази у јужној централној Бугарској, северно од Казанлака, и административно је део провинције Стара Загора. Рукопис је у почетку био у врло лошем стању, сачувано је само 39 листова и делова листова, а ретко је сачуван нити један лист у целости.
Од свог открића до 1964. године, апостол Енина био је смештен у музеју Казанлак. 1964. године рукопис је пребачен у Музеј светих Ћирила и Методија у Софији, где је од тада смештена као МС №1144 као део је збирке библиотеке од 1.500 словенских рукописа. Међу њима је од највеће важности због његове антике, као и палеографских и језичких карактеристика. У децембру 2010. године, у дворишту цркве Свете Параскеве постављена је спомен плоча посвећена апостолу Енини у част 50-годишњице открића рукописа.

## Опис
Енина Апостол је кратки лекционарски апостол, написан на пергаменту у другој половини 11. века, што га чини најстаријим ћириличним рукописом који је тренутно део бугарске збирке. Листови су величине 19,5 пута 15,5 центиметара, а написана површина 13,5х10,5 центиметара (5,3 ин × 4,1 инча). Написао га је један писар у косом унцијалу користећи тамно смеђе мастило. Фф.6р 28 и 38р садрже украсне иницијале геометријског и цветног дизајна. Додатни украс укључује 18 иницијала, који су углавном геометријски, мада понекад цветни или испреплетени. Иницијал на ф.3 приказује главу птице, док фф.28в и 36в имају глагољицу Ⰱ као почетно слово читања.
Сматра се да се апостол Енина првобитно састојао од око 215–220 листова, од којих је само 39 барем делимично сачувано. Недостају и почетак и крај рукописа, а нема сачуваних маргиналних бележака. Преживели текст рукописа чине читања из Дела апостолских и посланица за суботу и недељу од 35. недеље по Духовима до Велике суботе и за одабране празнике од 1. септембра до 3. октобра, празника Дионисија Ареопагита. Језик текста је класификован или као староцрквенословенски или као припадник категорији која хронолошки непосредно следи староцрквенословенски језик.